# دين تورنر
دين تورنر (بالإنجليزية: Dean Turner)‏ هو لاعب هوكي الجليد أمريكي، ولد في 22 يونيو 1958.

## وصلات خارجية
- دين تورنر على موقع دوري الهوكي الوطني (الإنجليزية)
- دين تورنر على موقع قاعة مشاهير الهوكي (لاعب أن.إتش.أل) (الإنجليزية)
- دين تورنر على موقع EliteProspects.com (الإنجليزية)
- دين تورنر على موقع HockeyDB.com (الإنجليزية)
- دين تورنر على موقع Hockey-Reference.com (الإنجليزية)